# The Secret Man
The Secret Man (Brasil: O Fugitivo ) é um filme norte-americano de 1917, do gênero faroeste, dirigido por John Ford e estrelado por Harry Carey.

## Elenco
- Harry Carey ... Cheyenne Harry
- Edythe Sterling ... Molly (como Edith Sterling)
- J. Morris Foster ... Harry Beaufort (creditado como Morris Foster)
- Elizabeth Janes ... His Child
- Vester Pegg ... Bill
- William Steele (creditado como Bill Gettinger)
- Steve Clemente (creditado como Steve Clement)
- Hoot Gibson ... Chuck Fadden